# Richmond Aririguzoh
Richmond Aririguzoh (Pontelongo, 9 settembre 1998) è un cestista nigeriano con cittadinanza statunitense.

## Biografia
È nato in Italia da genitori nigeriani, che si erano stabiliti in Veneto tre anni prima.